# Bangalaia wissmanni
Bangalaia wissmanni là một loài bọ cánh cứng trong họ Cerambycidae.